# Rhododrilus robustus
Rhododrilus robustus är en ringmaskart som beskrevs av Lee 1952. Rhododrilus robustus ingår i släktet Rhododrilus och familjen Acanthodrilidae. Inga underarter finns listade i Catalogue of Life.